# Sotaquí

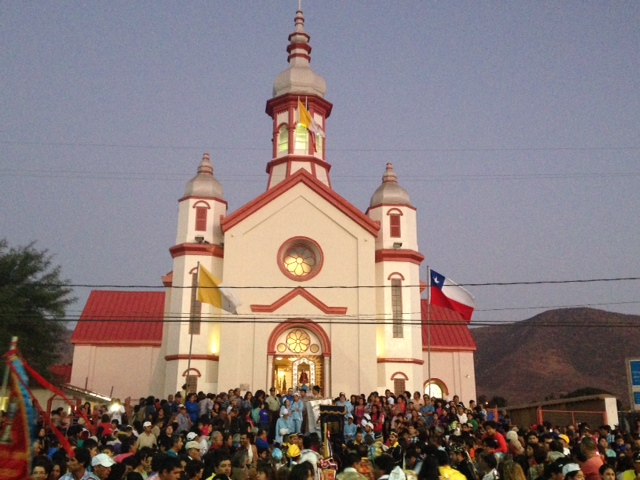
Sotaquí durante la fiesta del Niño Dios.

Sotaquí es una pequeña localidad ubicada en la comuna de Ovalle, Chile, a 11 kilómetros de la ciudad, por el camino pavimentado que va hacia la comuna de Monte Patria. 
El lugar es conocido gracias a la segunda fiesta religiosa más grande de la Región de Coquimbo, luego de la de Andacollo en honor a la Virgen del Rosario de Andacollo y que allí se realiza en honor de la imagen del Niño Dios encontrada en el siglo XIX en la Quebrada Los Naranjos, cerca de Sotaquí, siendo estas dos (junto a La Tirana y Lo Vásquez) las fiestas religiosas más multitudinarias de Chile, donde llegan visitantes tanto nacionales como extranjeros.
En la zona la población es de 4 mil habitantes, aunque durante la fiesta religiosa suele elevarse por sobre las 100.000 personas.

## Niño Dios de Sotaquí

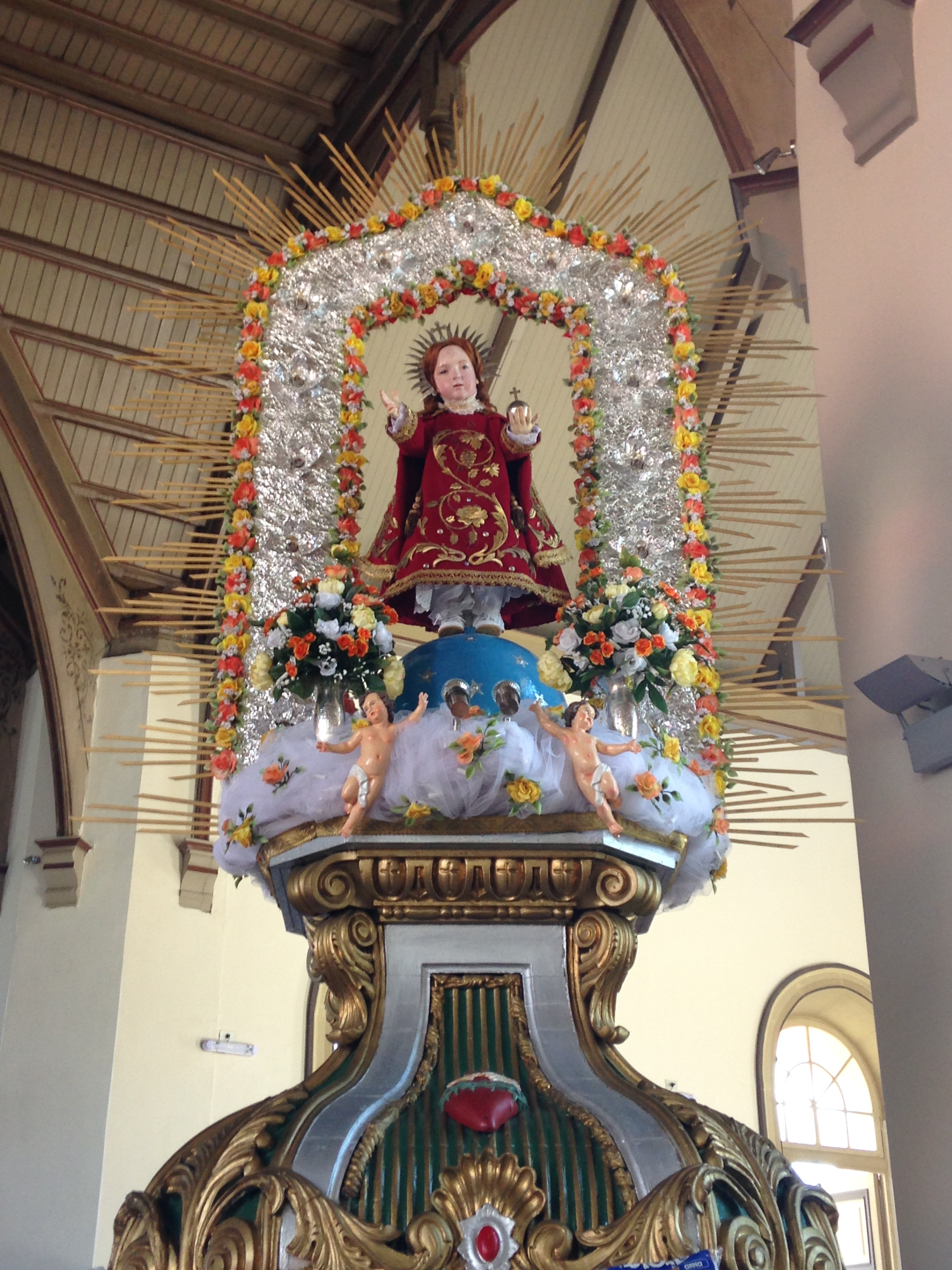
Niño Dios de Sotaquí en su anda de fiesta grande.

El Niño Dios de Sotaquí es una imagen de madera de 40 centímetros de altura, que representan a Jesús en su etapa infantil, la cual se encuentra en la Iglesia del Niño Dios de Sotaquí. Es considerada una imagen milagrosa.

### Fiesta religiosa del Niño Dios de Sotaquí
La fecha del evento corresponde a la Epifanía o momentos en que Dios, Jesús, se manifiesta al mundo, es decir, cuando los Reyes Magos llegan a Belén y conocen al niño Dios. El comienzo de los festejos y bailes datan del siglo XIX, pero en un principio, sólo era celebrada por la familia que hizo el hallazgo de la imagen. Sólo en 1873, la fiesta se hace pública congregando cada vez a un mayor número de personas, y sobre a todo a grupos de trabajadores, mineros, agricultores, etc., organizados para bailarle al Niño Dios destacando los auténticos bailes chinos, típicos de la zona. La realización de la fiesta grande o mayor corresponde al primer fin de semana de enero, siendo el mismo día 6 o el domingo siguiente al 6 de enero si este cae día lunes (actualmente las celebraciones de la fiesta grande están teniendo una duración de 4 días), mientras que la fiesta chica o menor se realiza el primer domingo de septiembre.

### La Iglesia del Niño Dios de Sotaquí

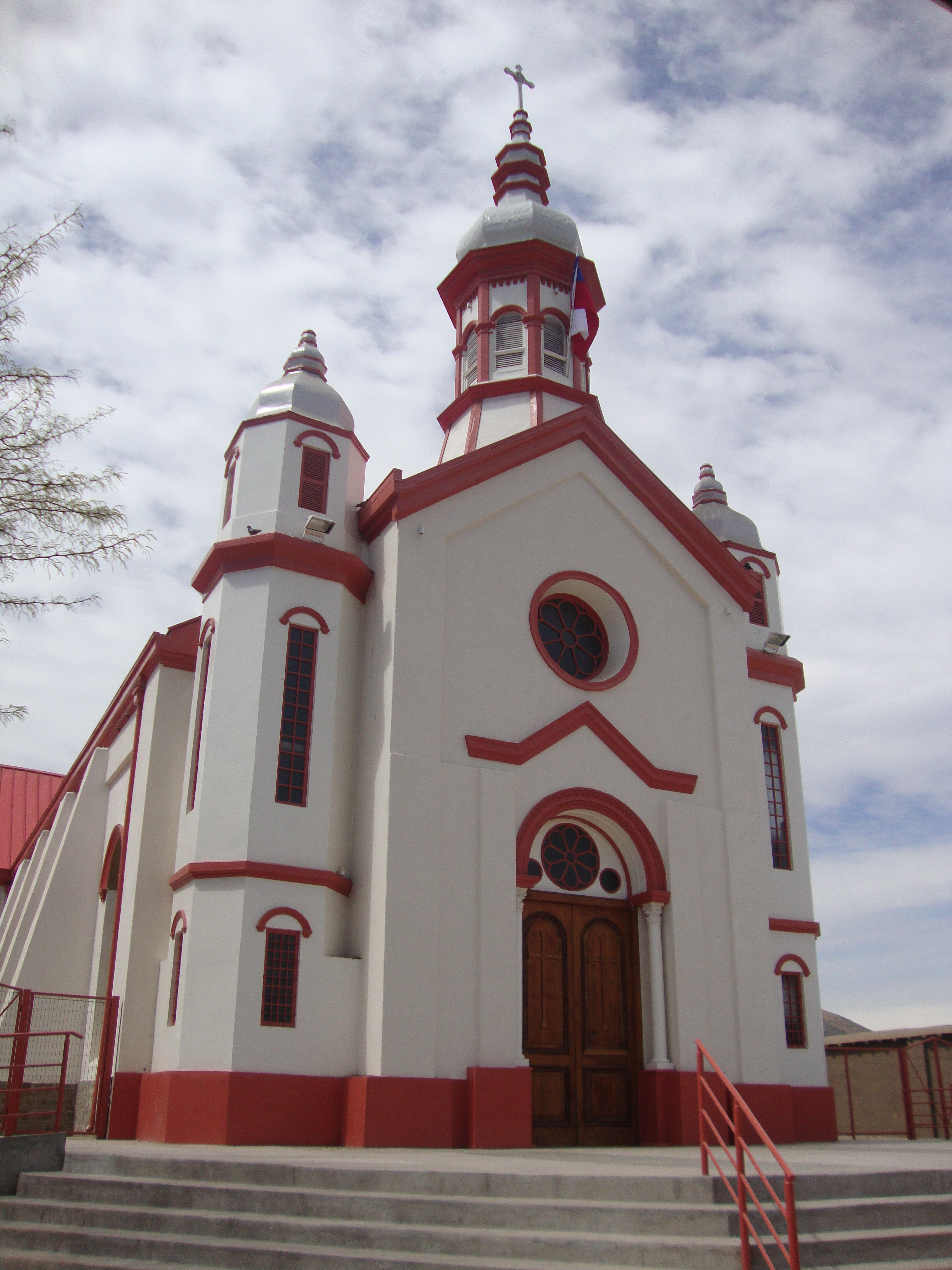
Iglesia de Sotaquí

La Iglesia de Sotaquí que acoge al Niño Dios fue construida a fines del siglo XIX, es de estilo Corintio y sus tres grandes torres resaltan sobren las rústicas casas del poblado. En 1943 ocurre un terremoto con epicentro en Sotaquí. La Iglesia sufre serios daños siendo reparado por iniciativa de su cura párroco Pbro. Joseph B. Steigmeier S. con cambios importante en su diseño original como la incorporación de dos nuevas torres, un porticado en acceso, además de modificación de transpeto y reconstrucción de ábside, proyectos de Manuel Cifuentes. Posteriormente, en el terremoto de Punitaqui de 1997 la Iglesia se vuelve a dañar seriamente, determinándose su cierro para uso público por los riesgos para la seguridad de las personas.
Desde el 7 de septiembre de 2009, los arquitectos Juan Pablo Araya Muñoz y Leonel Sandoval Huth encabezaron un equipo multidisciplinario de 18 profesionales para desarrollar el proyecto de restauración. Los diseños terminaron en 2010. En Acta de sesión del Consejo de Monumentos Nacionales, el día miércoles 11 de agosto de 2010 se acuerda aprobar el proyecto de arquitectura “Restauración Iglesia de Sotaquí”. Según consta en Banco Integrado de Proyectos, para el proceso presupuestario 2012 se recomendó favorablemente esta iniciativa de inversión cuyo monto total corresponde a M$ 789.238 por una superficie de 976 m².
Desde marzo de 2012 hasta mayo de 2013 se construyeron las obras a cargo de la Sociedad Constructora Río Limarí, con la supervisión de la Dirección de Arquitectura del MOP de la cuarta región. Actualmente constituye el segundo santuario más importante del norte chico, siendo el templo el sello característico del mismo junto a los paltos.
El último gran terremoto que afectó a la zona con epicentro en la localidad de Canela el pasado 16 de septiembre de 2015 ha dejado considerables daños estructurales y en la fachada del templo del Niño Dios que se suman a la seguidilla de siniestros que ha sufrido esta iglesia.